# Aviraptor longicrus
Aviraptor longicrus (лат.) — вымерший вид мелких хищных птиц из семейства ястребиных, единственный в роде Aviraptor. Его ископаемые остатки известны из олигоценовых отложений Польши. Птица была описана Джеральдом Майром и Йёрном Хурумом на основании одного почти полностью сохранившегося экземпляра.

## Название
Родовое название происходит от лат. avis — «птица» и raptor — «вор». Видовое название образовано от лат. longus — «длинный» и crus — «нога».

## Описание
Эти птицы во многом напоминают современных ястребов из рода Accipiter по своим размерам и пропорциям. Клюв Aviraptor был не так остро изогнут, как у большинства современных ястребов, но по форме похож на современных луневых ястребов (Polyboroides).

## Биология
Возможно, эти птицы охотились на ранних воробьиных и колибри.